# Melvin Kranzberg

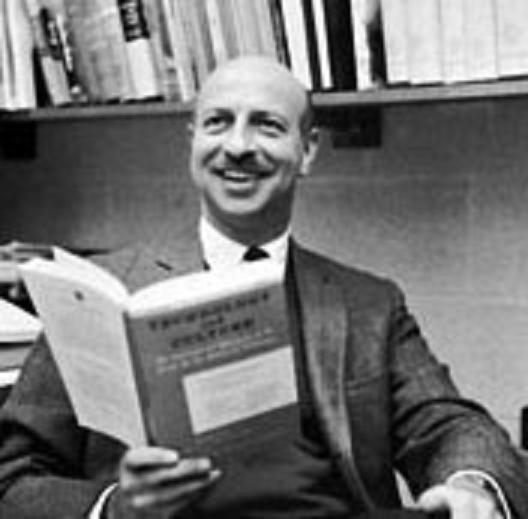
Melvin Kranzberg

Melvin Kranzberg (* 22. November 1917 in St. Louis, Missouri; † 6. Dezember 1995) war ein US-amerikanischer Technikhistoriker. Unter anderem sind nach ihm die sechs „Kranzbergschen Technologiegesetze“ benannt.

## Leben und Wirken
Kranzberg studierte am Amherst College und an der Harvard University, an der er den akademischen Grad PhD erwarb. Während des Zweiten Weltkrieges diente er als Soldat in Europa.
Er war einer der Gründer der Society for the History of Technology in den Vereinigten Staaten, deren Leonardo da Vinci Medal er 1967 erhielt. Bekannt ist Kranzberg neben seiner Arbeit als Wissenschaftler für seine Technologiegesetze, die einerseits einen ernsthaften wissenschaftlichen Kern besitzen, andererseits jedoch auch mit einem gewissen Augenzwinkern verstanden werden müssen.
1991 wurde er von der Society for Social Studies of Science mit dem John Desmond Bernal Prize ausgezeichnet.

## Kranzbergsche Gesetze
- Das Erste Kranzbergsche Gesetz: Technik ist weder gut noch böse; noch ist sie neutral.
- Das Zweite Kranzbergsche Gesetz: Erfindungen erzeugen neue Notwendigkeiten. („Invention is the mother of necessity.“)
- Das Dritte Kranzbergsche Gesetz: Technik wird in (kleinen oder großen) Paketen ausgeliefert.
- Das Vierte Kranzbergsche Gesetz: Auch wenn Technik ein Hauptelement in vielen öffentlichen Fragen sein mag, bestimmen nichttechnische Faktoren die politischen Entscheidungen.
- Das Fünfte Kranzbergsche Gesetz: Die Geschichte ist wichtig, aber die Geschichte der Technik ist am wichtigsten.
- Das Sechste Kranzbergsche Gesetz: Technik ist eine sehr menschliche Tätigkeit – und die Geschichte der Technik ebenfalls.

## Schriften
- Melvin Kranzberg: Technology and History: ‘Kranzberg’s Laws’. Technology and Culture. 27 (3), 1986, S. 544–560.